# Georg-Elser-Hallen

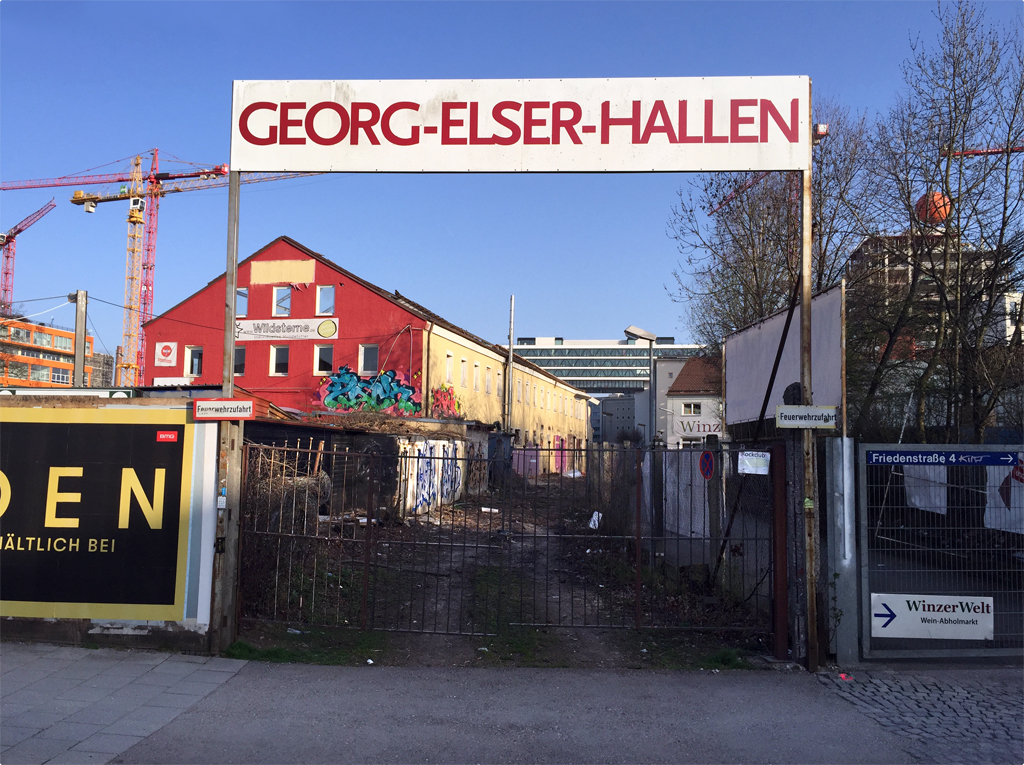
Ehemaliger Eingang zu den Georg-Elser-Hallen (2018)

Die Georg-Elser-Hallen befanden sich im Münchner Stadtteil Berg am Laim an der Rosenheimer Straße 143. Die ehemaligen Werkshallen der Mahag – Münchner Automobil-Handel Haberl GmbH & Co. KG waren im Jahr 2000 nach dem Widerstandskämpfer Georg Elser benannt worden. Sie gehörten zu Münchens beliebtesten Veranstaltungshallen und wurden im Herbst 2008 abgerissen.

## Geschichte
1996 wurde der Kunstpark Ost auf einem ehemaligen Fabrikgelände eröffnet. Die angrenzenden, vormaligen MAHAG-Hallen wurden im Jahr 2000 in das Konzept des Party- und Veranstaltungsareals einbezogen. Nach aufwändiger Renovierung, die eine Anpassung an unterschiedliche Veranstaltungstypen und -dimensionen ermöglichte, sowie dem Einbau moderner Technik erfolgte die Einweihung des Hallenkomplexes im Januar 2000 durch den Initiator des Projektes, Wolfgang Nöth. Seine Elserhallen Veranstaltungs GmbH Wolfgang Nöth war Mieter der dem Bonner Unternehmen IVG Immobilien gehörenden Immobilie. Michael Blume und Frank Bergmeier hatten die Namensgebung der Anlage nach Georg Elser initiiert.
Die „Kult-Location“ bestand aus der Großen Elser-Halle, der Kleinen Elser-Halle, zwei Foyers sowie einer Zusatzhalle. Hier wurden Konzerte, Präsentationen, Film- und Fernsehproduktionen, Theater- oder Tanzveranstaltungen durchgeführt. Die Hallen wurden auch nach der Schließung des Kunstparks Ost im Januar 2003 weiterbetrieben. Da der Eigentümer anstelle der Hallen einen Neubau errichten wollte, wurde der Veranstaltungsbetrieb im Juli 2008 eingestellt. Die IVG Immobilien ließ die Hallen umgehend abreißen. Bei dem Abbruch wurden 90.000 Quadratmeter umbauter Raum dekontaminiert und entsorgt. Auf dem Gelände sollte im Rahmen des Planungsgebietes „Rund um den Ostbahnhof“ der Büro- und Hotelkomplex „Novum“ mit drei Gebäuden entstehen, mittlerweile ist es Teil des Werksviertels.
Seit 2024 gibt es in Hamburg im Grünen Bunker eine Georg Elser Halle, in der bei Konzerten rund 2200 Menschen Platz finden.